# Ostrinia kasmirica
Ostrinia kasmirica is een vlinder uit de familie grasmotten (Crambidae). De wetenschappelijke naam is voor het eerst geldig gepubliceerd in 1888 door Moore.
De soort komt voor in Europa.